# Анатолівська сільська рада (Березанський район)
Анато́лівська сільська́ ра́да —колишня  адміністративно-територіальна одиниця та орган місцевого самоврядування в Березанському районі Миколаївської області. Адміністративний центр — село Анатолівка.

## Загальні відомості
- Територія ради: 2,2 км²
- Населення ради: 872 особи (станом на 2001 рік)
- На території ради розташований Тилігульський лиман.

## Населені пункти
Сільській раді були підпорядковані населені пункти:
- с. Анатолівка

## Склад ради
Рада складалася з 12 депутатів та голови.
- Голова ради: в.о. сільського голови Волкова Тетяна Андріанівна
- Секретар ради:  Волкова Тетяна Андріанівна

### Керівний склад попередніх скликань
| Прізвище, ім'я, по батькові | Основні відомості                                                         | Дата обрання | Дата звільнення |
| --------------------------- | ------------------------------------------------------------------------- | ------------ | --------------- |
| Ігнатенко Віра Іванівна     | Сільський голова, 1957 року народження, освіта вища, член Народної партії | 26.03.2006   | 31.10.2010      |
| Ігнатенко Віра Іванівна     | Сільський голова, 1957 року народження, освіта вища, член Партії регіонів | 31.10.2010   | 2017            |

Примітка: таблиця складена за даними сайту Верховної Ради України

### Депутати
За результатами місцевих виборів 2010 року депутатами ради стали:

#### За суб'єктами висування
| Суб'єкт висування           | Кількість обраних депутатів | %    |
| --------------------------- | --------------------------- | ---- |
| Партія регіонів             | 11                          | 91,7 |
| Комуністична партія України | 1                           | 8,3  |

#### За округами
| № округу                    | Прізвище, ім'я, по батькові         | Дата визнання обраним | Освіта             | Партійна приналежність            | Відомості про обраного депутата                          |
| --------------------------- | ----------------------------------- | --------------------- | ------------------ | --------------------------------- | -------------------------------------------------------- |
| Комуністична партія України |                                     |                       |                    |                                   |                                                          |
| 7                           | Боярчукова Людмила Павлівна         | 02.11.2010            | вища               | член Комуністичної партії України | пенсіонер                                                |
| Партія регіонів             |                                     |                       |                    |                                   |                                                          |
| 1                           | Манзарук Марія Павлівна             | 02.11.2010            | вища               | позапартійна                      | Краснопільська СЛА, головнийлікар                        |
| 2                           | Голобін Петро Йосипович             | 02.11.2010            | середня            | член Партії регіонів              | ПСП"ім. Потри-ваєва", управ-ляючий                       |
| 3                           | Волошин Вадим Нестерович            | 02.11.2010            | середня            | член Партії регіонів              | Одноосібник                                              |
| 4                           | Багнюк Олександр Олександрович      | 02.11.2010            | вища               | член Партії регіонів              | Ферм. господ-во"Багіра", голова                          |
| 5                           | Ігнатенко Володимир Іванович        | 02.11.2010            | середня            | член Партії регіонів              | ПСП"ім. Потри-ваєва", керуючий                           |
| 6                           | Грищенко Людмила Віталіївна         | 02.11.2010            | середня            | член Партії регіонів              | ПСП"ім. Потри-ваєва", бухгал-тер                         |
| 8                           | Пугачова Маріанна Дмитрівна         | 02.11.2010            | середня спеціальна | позапартійна                      | ПСП"ім. Потри-ваєва", бухгал-тер                         |
| 9                           | Крижановський Олександр Миколайович | 02.11.2010            | середня            | позапартійний                     | одноосібник                                              |
| 10                          | Волкова Тетяна Андріянівна          | 02.11.2010            | середня спеціальна | член Партії регіонів              | сільська рада, секретар                                  |
| 11                          | Галицька Валентина Анатолівна       | 02.11.2010            | середня спеціальна | член Партії регіонів              | ПП. «Курило», прода-вець                                 |
| 12                          | Вичевська Віра Олександрівна        | 02.11.2010            | середня спеціальна | член Партії регіонів              | Анатолівський фельдшерсько-акушерський пункт, завідую-ча |